# هنري كوغان
هنري كوغان (بالفرنسية: Henri Cogan)‏ هو ممثل فرنسي، ولد في 13 سبتمبر 1914 في الدائرة العاشرة في باريس في فرنسا، وتوفي في 23 سبتمبر 2003 في بولون-بيانكور في فرنسا.

## وصلات خارجية
- هنري كوغان على موقع IMDb (الإنجليزية)
- هنري كوغان على موقع ألو سيني (الفرنسية)
- هنري كوغان على موقع أول موفي (الإنجليزية)
- هنري كوغان على موقع قاعدة بيانات الأفلام السويدية (السويدية)
- هنري كوغان على موقع قاعدة بيانات الفيلم (الإنجليزية)
- هنري كوغان على موقع كينوبويسك (الروسية)